# Insomnia (Craig David)
Insomnia è una canzone del cantante R&B inglese Craig David, pubblicata all'interno della compilation Greatest Hits.
Il brano ha raggiunto la 43ª posizione della Official Singles Chart, mancando così di poco la Top 40.

## Formati & tracce
Promo Single
(Warner Bros.; PRO17221)
1. "Insomnia" (Radio Edit) - 3:25

Download Digitale
1. "Insomnia" - 3:25
2. "Insomnia" (Donaeo Remix) - 5:48
3. "Insomnia" (Haji and Emmanuel Remix) - 6:40
4. "Insomnia" (Donaeo Vocal Dub) - 5:47
5. "Insomnia" (Haji and Emmanuel Remix Dub) - 6:13

## Classifiche
| Classifiche (2008-2009)           | Posizione più alta |
| --------------------------------- | ------------------ |
| Australian ARIA Singles Chart     | 89                 |
| Belgian Ultratop 50 Singles Chart | 4                  |
| Danish Singles Chart              | 21                 |
| Dutch Singles Chart               | 81                 |
| Billboard Japan Hot 100           | 11                 |
| Russian Airplay Chart             | 5                  |
| Swiss Singles Chart               | 84                 |
| Turkey Top 20 Chart               | 7                  |
| Official Singles Chart            | 43                 |
| Ukrainian Airplay Chart           | 5                  |
| U.S. Billboard Pop 100            | 90                 |